# Acela
Acela (anteriormente Acela Express) é um trem de alta velocidade de propriedade da estatal Amtrak, servindo o corredor do Nordeste dos Estados Unidos, entre Washington, D.C. e Boston, via Baltimore, Filadélfia e Nova Iorque. O Acela Express é a única composição ferroviária de alta velocidade na América do Norte e se desloca sobre trilhos clássicos adaptados. Graças a um sistema pendular que o permite passar mais rápido pelas curvas, o Acela pode circular a velocidades máximas de 240 km/h em algumas partes do trajeto. Porém, opera com uma média de 110 km/h.
Entre Boston e Nova Iorque, o Acela Express possui 37% do mercado ferroviário e aeroviário.

## Histórico
Durante a década de 1990 a Amtrak fez estudos sobre a incorporação de trens de alta velocidade nos Estados Unidos.
A Amtrak selecionou dois protótipos, o ICE1 alemão e o X2000 sueco. Em junho de 1993, um modelo do ICE adaptado, operou no Corredor Nordeste, com velocidades máximas de 225 km/h. Ja o X2000, operou na mesma época do ICE1, com velocidades de 200 km/h. Não satisfeita com ambos os testes, a Amtrak publicou um edital em outubro de 1994. O Acela é o resultado de um projeto conjunto, através de licitação, desenvolvido por duas companhias, a Bombardier (75%) e  a GEC Alsthom (hoje, Alstom) (25%), que foram selecionadas em março de 1996. Nos primeiros anos da fabricação houve desacordos entre  Amtrak e o consórcio escolhido, mas a produção não parou e, em 17 de novembro de 2000, o Acela teve sua viagem inaugural.

## Engenharia
Os vagões pendulares são baseados nos primeiros trens da Bombardier (os LRCs) usados no VIA Rail, em vez dos reboques articulados do TGV, e as locomotivas (e carros de passageiros) são muito mais pesadas do que as do TGV, a fim de atender as normas diferentes da Administração Federal Ferroviária dos Estados Unidos (Federal Railroad Administration - FRA) sobre abordagem de acidente ferroviário.
Embora o design dos trens, com potência idêntica de 6.000 cavalos (4.470 kW) em cada extremidade que operam em tensão de 11.000 volts AC, tanto em frequências de 25 ou 60 hertz (ciclos por segundo), se assemelhe o TGV da França, os únicos componentes diretamente derivado do TGV são os 4 motores trifásicos assíncronos de tracção eléctrica (por carro locomotor).

## Internet sem fio

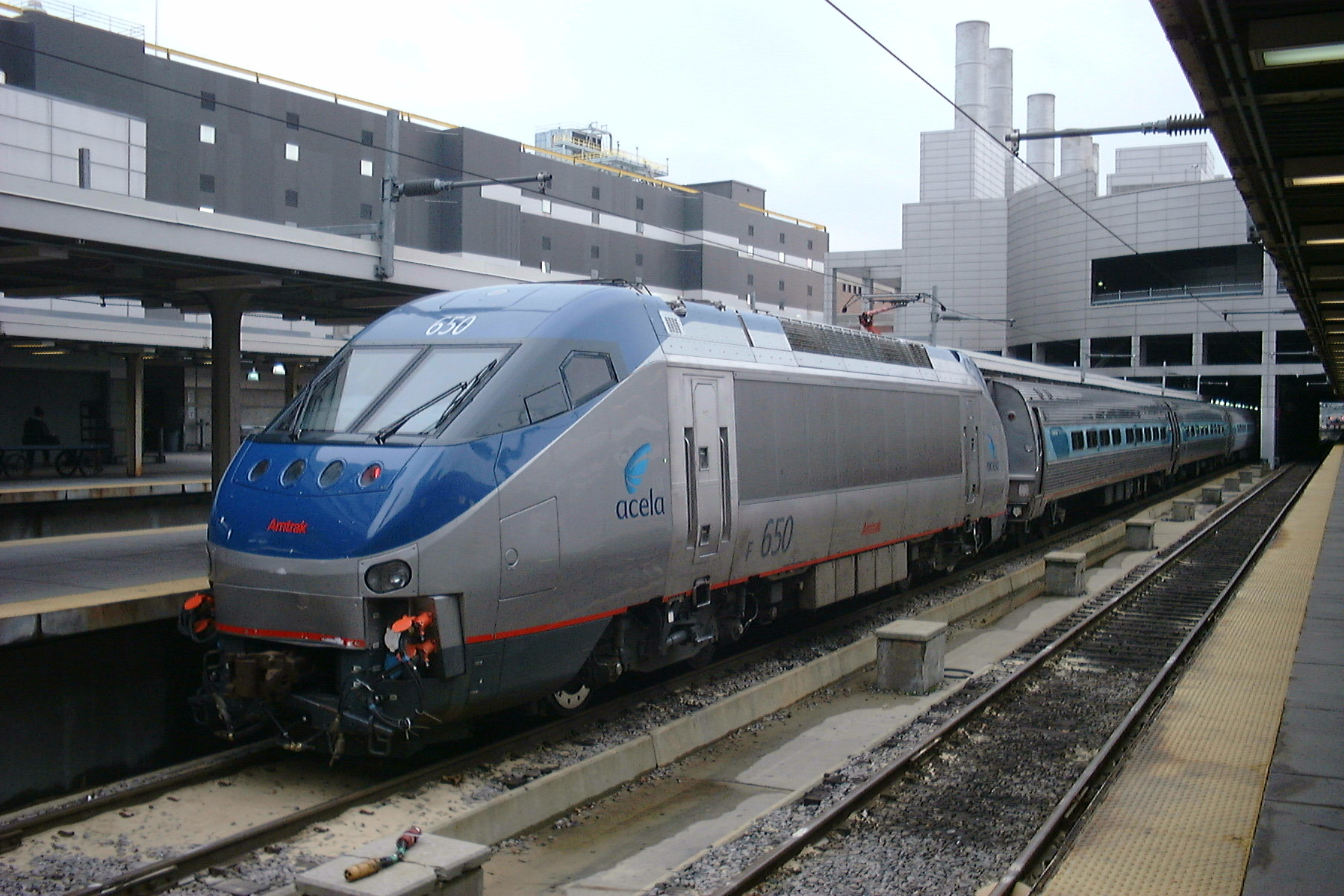
Acela numa estação em Boston

O serviço de internet sem fio começou originalmente em 2004, através da AT&T Wireless.  Em março de 2007 o vice-presidente da Amtrak para o marketing e produto de gestão anunciou que o Corredor Nordeste em breve começará o serviço de internet sem fio. Em 29 de outubro de 2009 a Amtrak anunciou que iria iniciar a implantação de Wi-Fi na linha Acela com acesso gratuito, com planos para disponibilizar Wi-Fi em outros trens da Amtrak, em um projeto de cinco anos. A empresa GBS Grupo foi escolhida para desenvolver a rede e fornecer o hardware para o novo serviço de Wi-Fi, denominado como AmtrakConnect, em 1 de março de 2010 é implantado o AmtrakConnect em todos os trens Acela Express.

## Rota e serviços
O Acela é a rota mais popular da Amtrak, e declarou 3,2 milhões de passageiros no ano fiscal de 2010.
O início da rota fica na cidade de Boston, MA e o final da rota em Washington, DC. Com 14 paradas intermediárias, o Acela viaja um total de  734 km em uma média de 7 horas. A frequência do serviço é de 20 partidas por dia. O Acela possui duas classes a bordo; a classe "business" e a primeira classe. Seus assentos são similares ao de aeronaves comerciais, com pouco mais de conforto. O trem é acessível aos portadores de necessidades especiais. Há um "café" a bordo com serviço de bebidas e refeições. Para a primeira classe há a possibilidade de serviço de bordo nos próprios assentos.

## Imagens

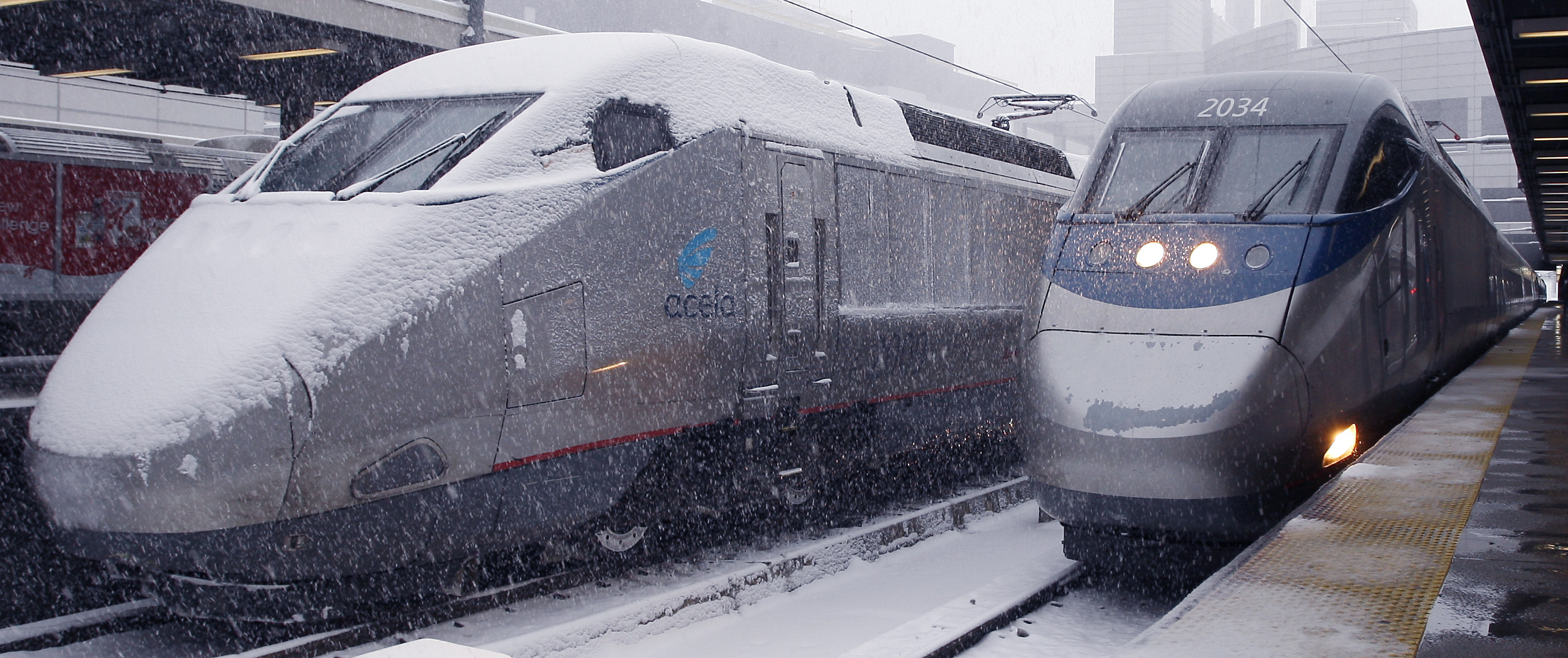
Dois trens na South Station em Boston
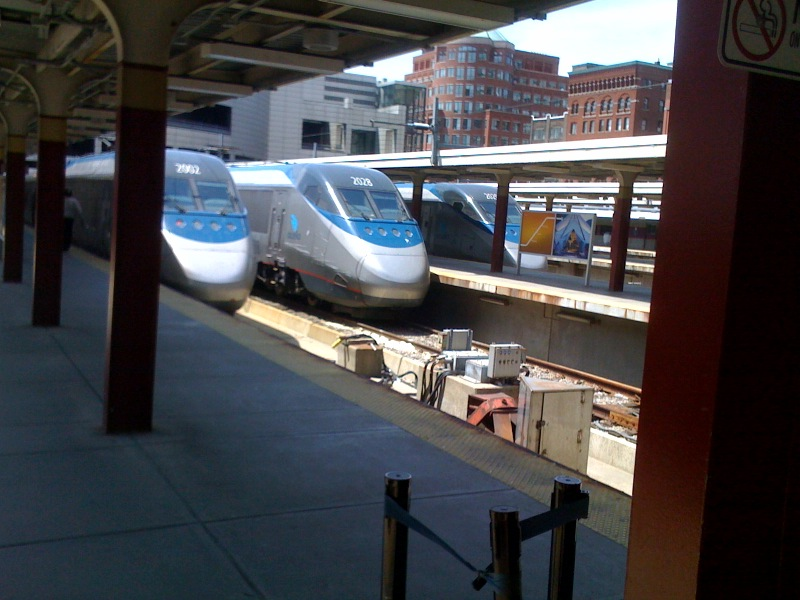
Três carros na South Station
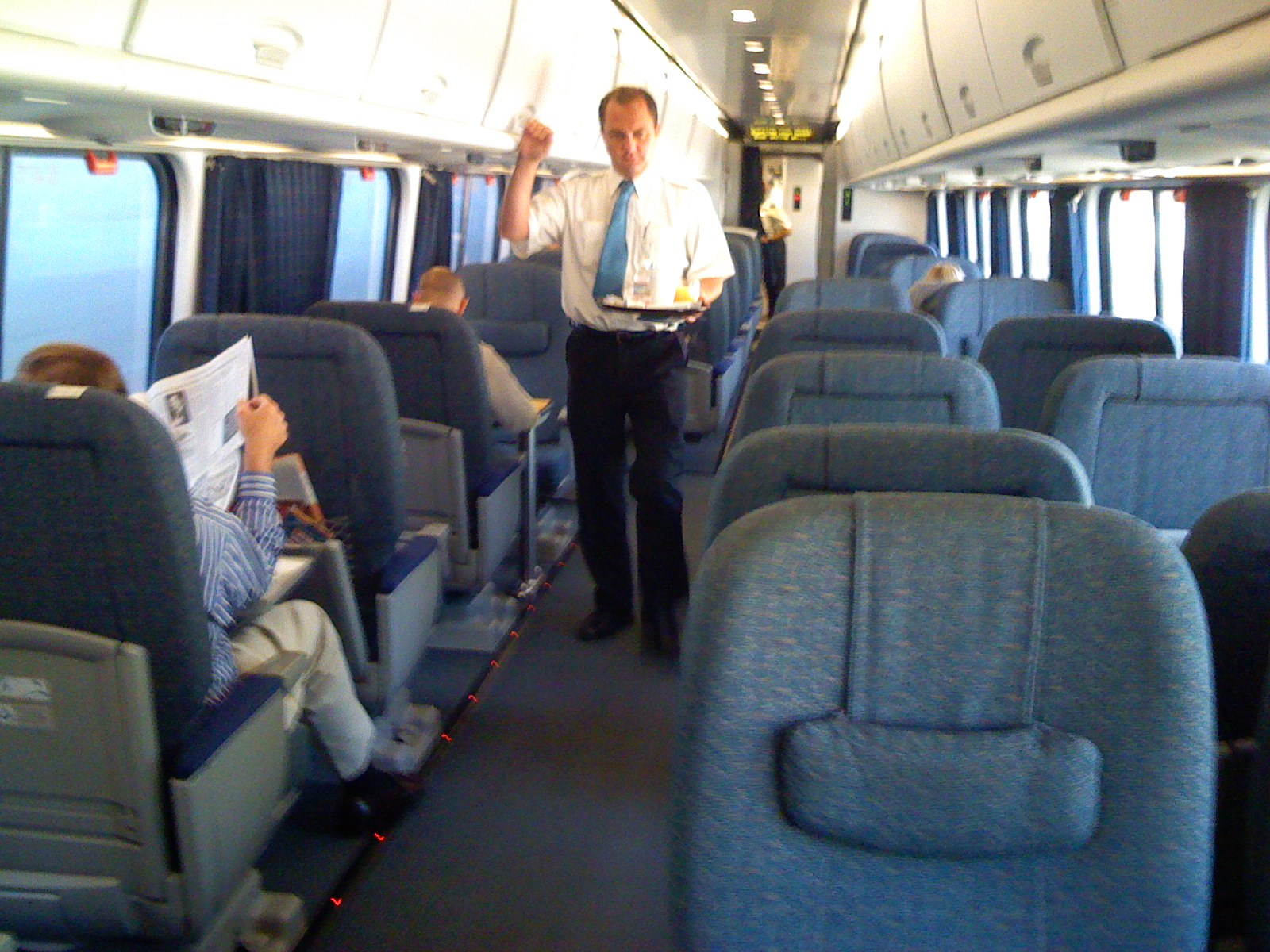
1ª classe
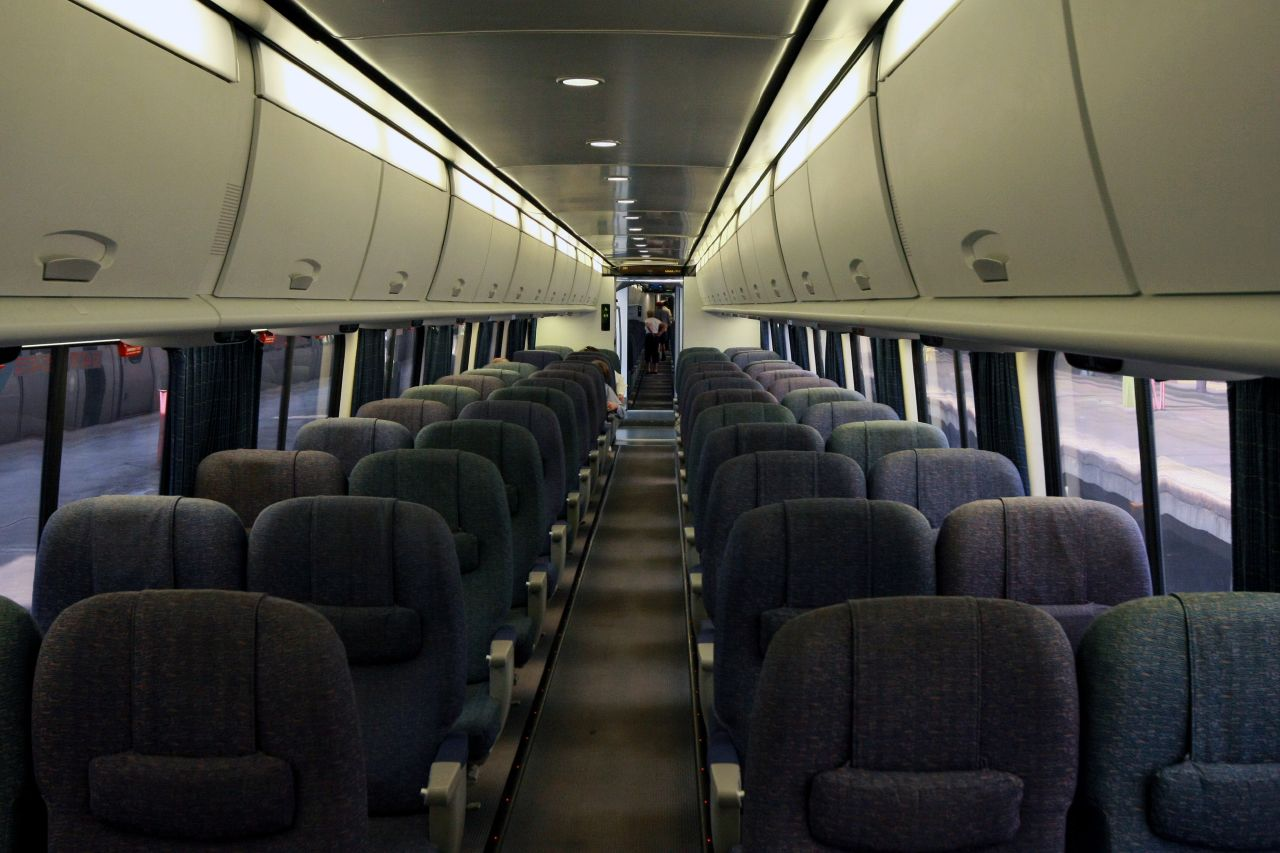
Classe Business
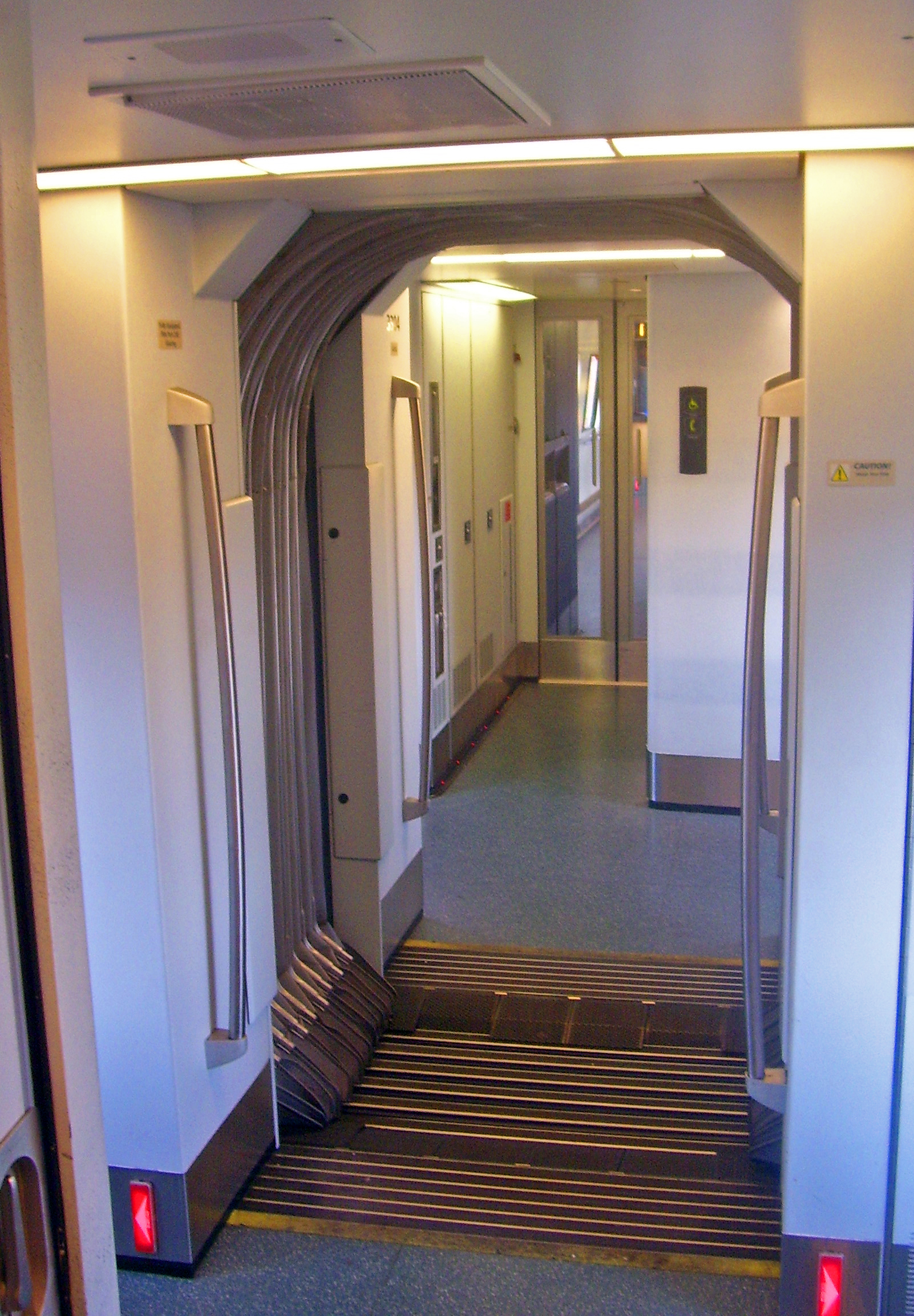
Passagem entre carros
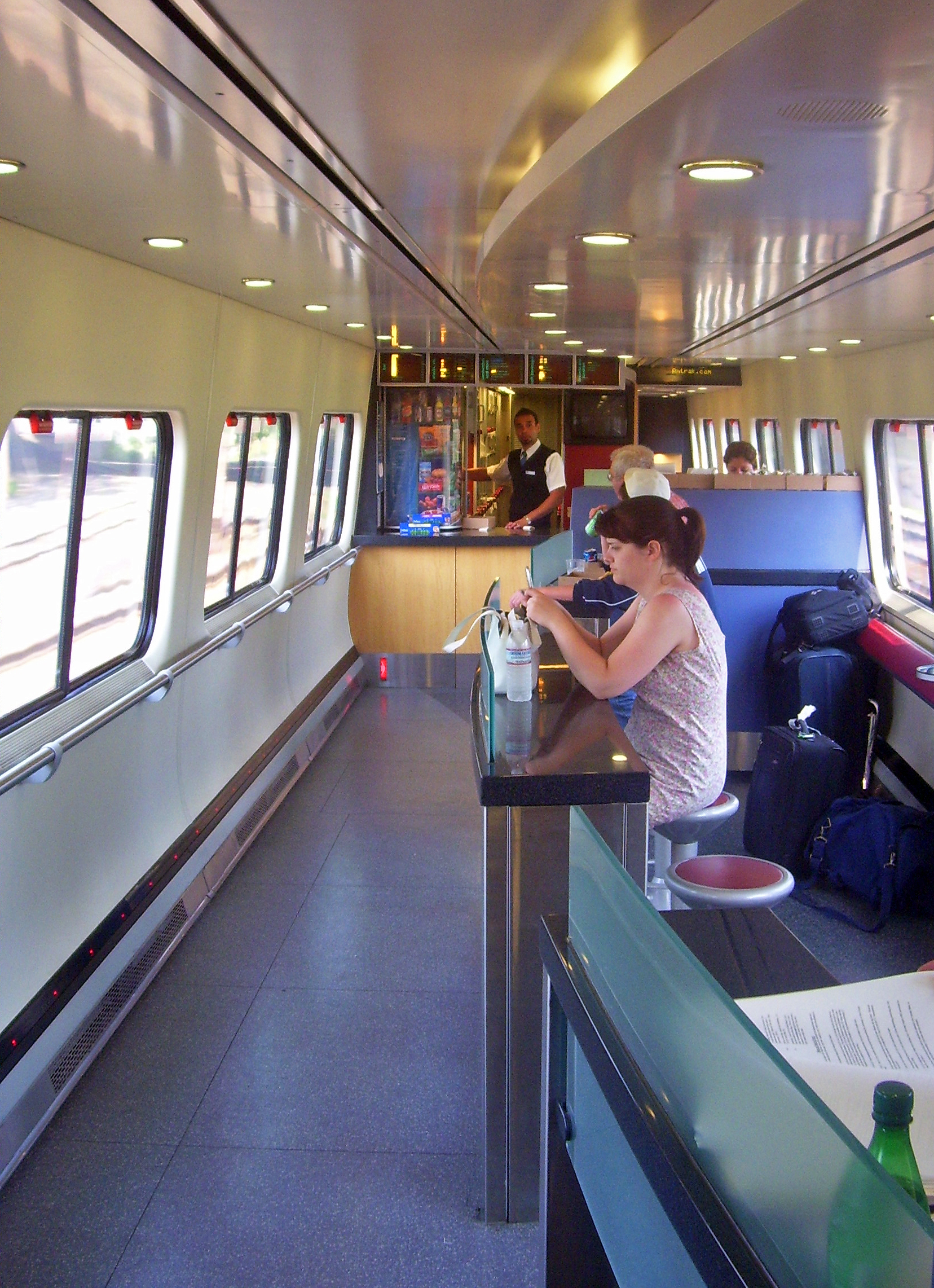
"Café" a bordo